# Кагор

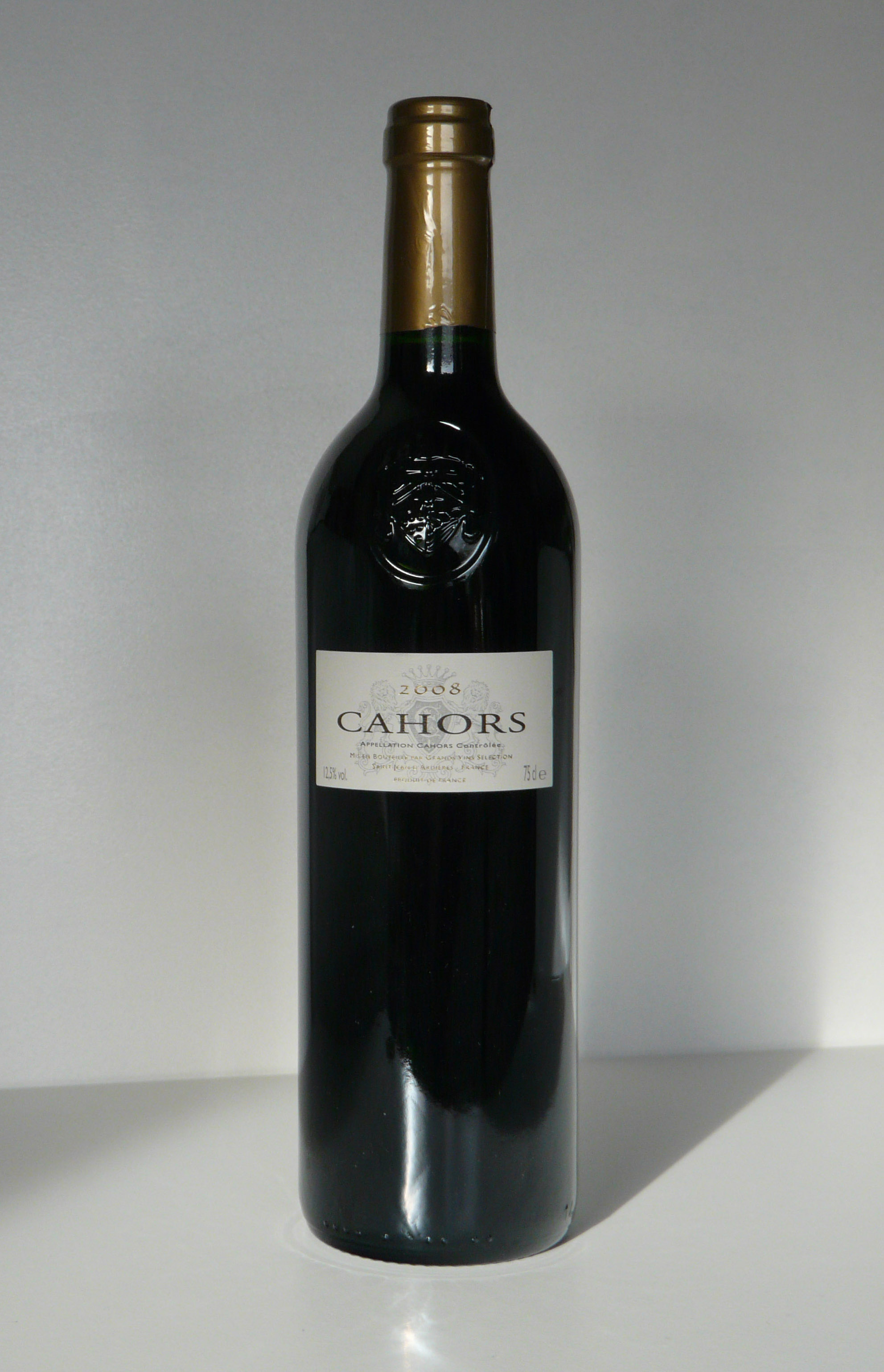
Кагор — сухий червоний марочний врожаю 2008 року, захищений AOC

Кагор (фр. Cahors) — сухе червоне вино з однойменного виноробного регіону в долині річки Лот. Назва однойменного міста, яке є центром муніципалітету Каор (фр. Cahors) на Південному Заході Франції. Вино кагор за сертифікатом AOC має захищену законом, відповідну до географічного походження, назву.
Білі та рожеві вина, що виробляються в цьому ж регіоні, мають торгову назву «Вино з регіону Лот» (Vin de Pays du Lot). Виноробний регіон Кагор має площу 4500 га, тут виробляється щорічно близько 170 000 гектолітрів вина.

## Технологія
Класичний кагор має у своєму складі принаймні 70 % чорного (червоного) винограду сорту Мальбек (Malbec). Саме він надає кагорові мигдалевого та чорносливового присмаку та аромату. Решта або 30 % складу — виноград сортів Мерло та Танна.

## Історія
Перші згадки в історії про вино кагор з'являються в Римську добу, приблизно в 50 році до н. е. Вино згадується при римському імператорі Доміціані 96 р. н. е. У Середні віки французький поет Клеман Маро часто славив це вино у своїх віршах. Єпископ з Вердену Святий Поль дякував за прислане вино у своєму листі до Св. падре Дід'є, єпископа Каора (639—662). Римський Папа Іван XXII, котрий сам походив з провінції Каор, поширив плантації цього сорту в провінції Авіньйон.

### У Російській імперії
Згідно з російською версією історії, французьке вино кагор було вперше імпортоване до Росії під час царювання Петра I.
У кінці XIX століття при підтримці підприємця та мецената князя Льва Голіцина російські винороби — професор М. О. Ховренко, професор М. Ф. Щербаков, С. Ф. Охременко, І. А. Біянкі, С. Д. Долганов, З. Л. Дубінін, А. В. Келлер та інші — розробили технологію одержання вин типу кагор.

### В Україні та СНД
В Україні та Росії, як і до цього в СРСР, під назвою «кагор», всупереч міжнародному торговому праву, традиційно зветься солодке десертне червоне вино, місцевого (не французького) походження. У Молдові аналогічне вино виробляється під назвою «Пастораль». За часів СРСР вино кагор також імпортувалося з Румунії.

## Технологія
Виноград вважається зрілим та придатним для виробництва вина, коли він має вміст цукру 193 грам/літр. Готове вино повинно мати концентрацією спирту не менше 11,5 %.
Врожай винограду поміщають у резервуар і вимочують там від п'ятнадцяти до тридцяти днів. Протягом цього часу відбувається спиртове бродіння. Потім у сировину насосами закачується кисень для доведення до кінця скисання дріжджів та для сприяння екстракції поліфенолів зі шкіри плодів винограду. Після завершення процесу мацерації вино зливається у великі чани, де за допомогу пресів відділяється від мезги. Потім там же у чанах відбувається яблучно-молочне бродіння. Вогл може бути посилено за рахунок використання молочнокислих бактерій, або відбудеться природним шляхом завдяки бактеріям з винограду.

## Виноски
1. ↑  Історія імпорту румунських вин в СРСР [Архівовано 5 березня 2016 у Wayback Machine.](рос.)